# Zamek w Olsztynie (województwo śląskie)
Zamek w Olsztynie – ruiny zamku leżącego na Jurze Krakowsko-Częstochowskiej, wybudowanego w systemie tzw. Orlich Gniazd, w mieście Olsztyn w województwie śląskim, w powiecie częstochowskim.

## Historia

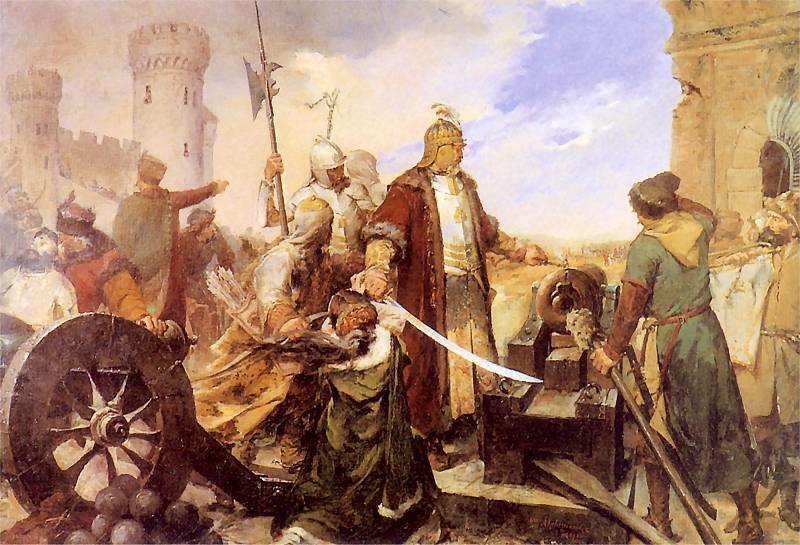
Obrona Olsztyna w 1587 r.

Pierwsza wzmianka o zamku olsztyńskim, wtedy identyfikowanym jako zamek w Przemiłowicach, pochodzi z 1306 r., a zawarta została w aktach drugiego procesu biskupa krakowskiego Jana Muskaty, wytoczonego mu w 1306 r. przez arcybiskupa gnieźnieńskiego, Jakuba Świnkę. Z tego też powodu w 2006 r. obchodzono Jubileusz 700-lecia zamku olsztyńskiego. Wiadomo, że zamek istniał jednak już wcześniej, same ww. akta dotyczą wydarzeń z 1294 roku. XIII-wieczne pochodzenie zamku potwierdziły badania prowadzone w roku 2010 przez dr. Czesława Hadamika.
Pierwsza wzmianka o Zbyszku, burgrabim olsztyńskim pochodzi z 1349 r. Istniejącą od drugiej połowy XIII w. strażnicę rozbudował w XIV w. Kazimierz Wielki jako jeden z najbardziej warownych zamków na pograniczu śląsko-małopolskim. Według tradycji za jego panowania więziony był w zamku wojewoda poznański Maćko Borkowic, który zmarł w nim skazany na śmierć głodową za zorganizowanie spisku przeciw królowi. Według podań duch wojewody, jęki, brzęk kajdan i zawodzenia do dziś mają straszyć w okolicy zamku.
W 1370 r. król Ludwik Węgierski przekazał Olsztyn z ziemią wieluńską w lenno swemu kuzynowi, księciu opolskiemu Władysławowi Opolczykowi za popieranie królewskich planów dynastycznych. W 1391 r. na rozkaz Władysława Jagiełły po tygodniowym oblężeniu zamek zdobył Spytek z Melsztyna i przywrócił go Koronie. W 1406 r. podgrodowa osada nazywana wówczas Olsztynkiem została siedzibą starostwa. W 1439 roku burgrabią zamku był Jan Służka z Mirowa herbu Wołha (Pogoń). W 1488 r. Kazimierz IV Jagiellończyk nadał jej prawa miejskie.
W XV wieku powstał tzw. dolny zamek, który prawdopodobnie był rozbudowywany w kolejnym stuleciu. W XV w. zamek odegrał znaczącą rolę przy odpieraniu napadów ze strony książąt śląskich. W tym czasie został rozbudowany, potem był kilkakrotnie przebudowywany z powodu kruszenia się murów wskutek osuwania się skał.
W 1545 roku na zamku przebywał król Zygmunt August. W 1552 r. Olsztyn uzyskał przywilej na targi i jarmarki. Miasto nigdy nie rozwinęło się ze względu na nieurodzajną, piaszczystą glebę oraz położenie z dala od szlaków handlowych.
Zamek królewski położony był w drugiej połowie XVI wieku w powiecie lelowskim województwa krakowskiego.
W 1587 r. atakowany był przez wojska austriackie arcyksięcia Maksymiliana, pretendenta do tronu polskiego. Dowódcą załogi był wówczas starosta Kasper Karliński. Jego porwany kilkuletni syn wraz z piastunką wystawiony został pod zamek na pierwszą linię ognia. Obrona się powiodła, z poświęceniem jednak życia syna dowódcy. Doszło też do zniszczeń zamku. Wydarzenie to znalazło swój wyraz w twórczości Władysława Syrokomli i Aleksandra Fredry (sztuka Obrona Olsztyna).
Podczas oblężenia zamek został mocno uszkodzony, a jego odbudową kierował kolejny starosta, Joachim Ocieski. Po jego śmierci zamek popadł w ruinę, gdyż sprawujący swoje obowiązki od 1613 r. starosta Mikołaj Wolski nie dość dobrze dbał o zamek, koncentrując się na utrzymaniu rezydencji w Krzepicach. Już w czasie lustracji z 1631 roku obiekt był mocno zniszczony.
W czasie potopu Szwedzi zrujnowali zamek i spalili miasto, gdy część sił idących na Częstochowę zaatakowała w październiku 1655 roku zamek w Olsztynie, który po krótkim oblężeniu został zdobyty i zrujnowany. Po zakończeniu wojny zamek był ruiną niezdatną do użytkowania, a wobec rozwoju artylerii zamki starego typu straciły wartości obronne. Królewski fortyfikator Krzysztof Mieroszewski prowadził w tym czasie prace w zamku, ale ich efekt był niewielki i ostatecznie zaniechano odbudowy ze względu na wysokie koszty tego przedsięwzięcia. Podczas budowy w latach 1722–1726 kościoła parafialnego rozebrano duże fragmenty dolnych partii zamku. Do końca tego stulecia przetrwało starostwo olsztyńskie.
W XIX w. chłopi stopniowo rozbierali zamek w celu pozyskania budulca.

## Stan obecny
Do dziś z zamku zachowały się mury części mieszkalnej, wieże: cylindryczna (stołp) i kwadratowa (Starościańska), fragmenty murów budynków gospodarczych, częściowo także piwnice oraz odkryte w czasie badań archeologicznych fundamenty kuźnicy i ślady dymarek. W latach 1992–1993 oraz 1995–1998 odbywał się tu międzynarodowy pokaz pirotechniki i laserów. Po zawaleniu się fragmentu muru zamkowego konserwator zabytków zakazał tego typu imprez. Ruiny zamku udostępnione są do zwiedzania.
W toku badań archeologicznych przebadano w 2015 roku teren zamku dolnego, którego dokładne rozplanowanie nie było wcześniej znane, udało się m.in. opisać położenie trzech filarów mostu prowadzącego od wieży bramnej do górnej części zamku oraz położenie samej wieży bramnej. Cztery lata później w służącej jako spiżarnia jaskini położonej na terenie zamku dolnego odkryto kilkaset krzemiennych narzędzi wykonanych przez neandertalczyków, a w kolejnym roku opisano nieznaną jaskinię oraz złożony system tuneli i szczelin

## Galeria

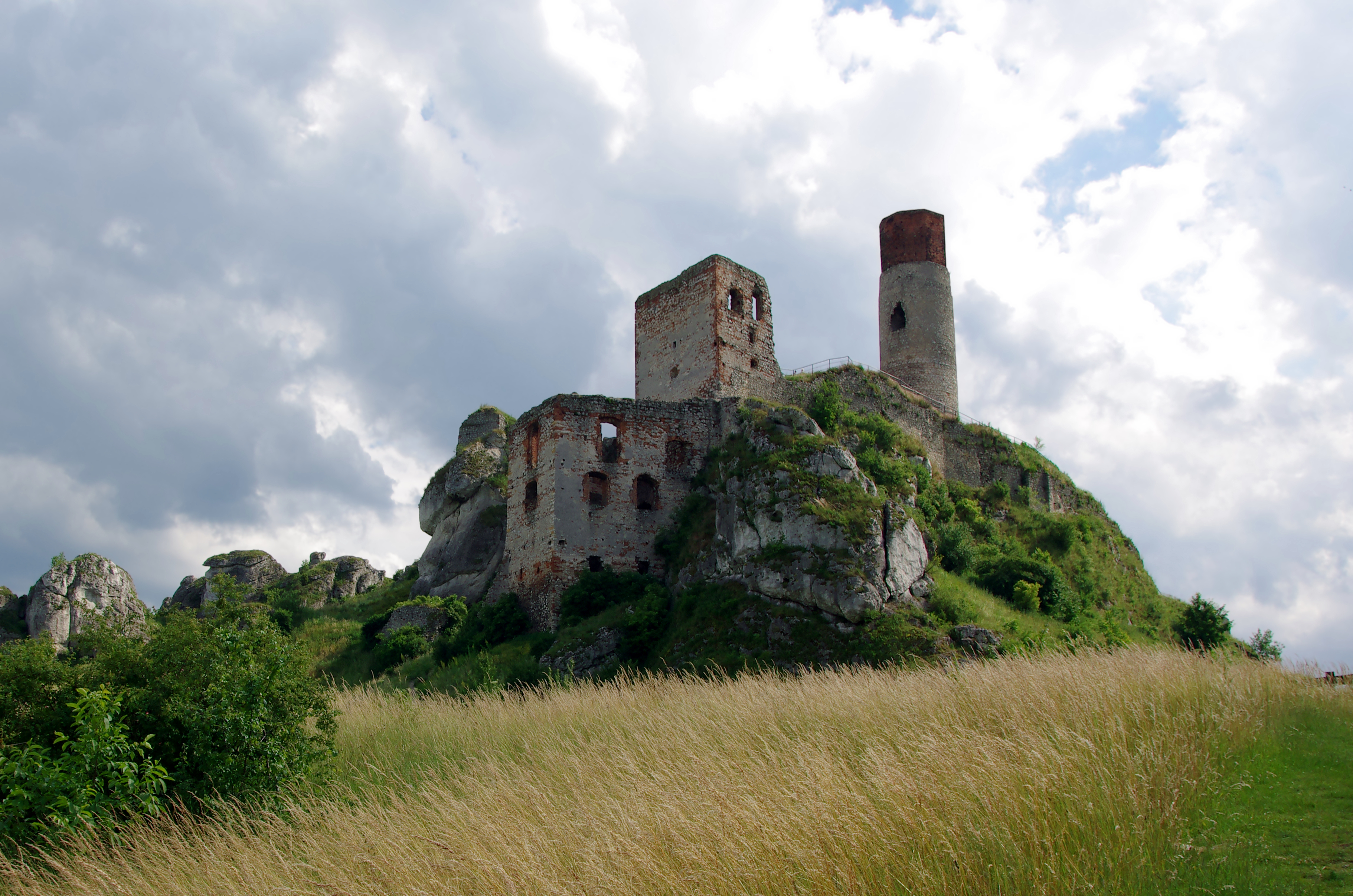
Zamek w Olsztynie
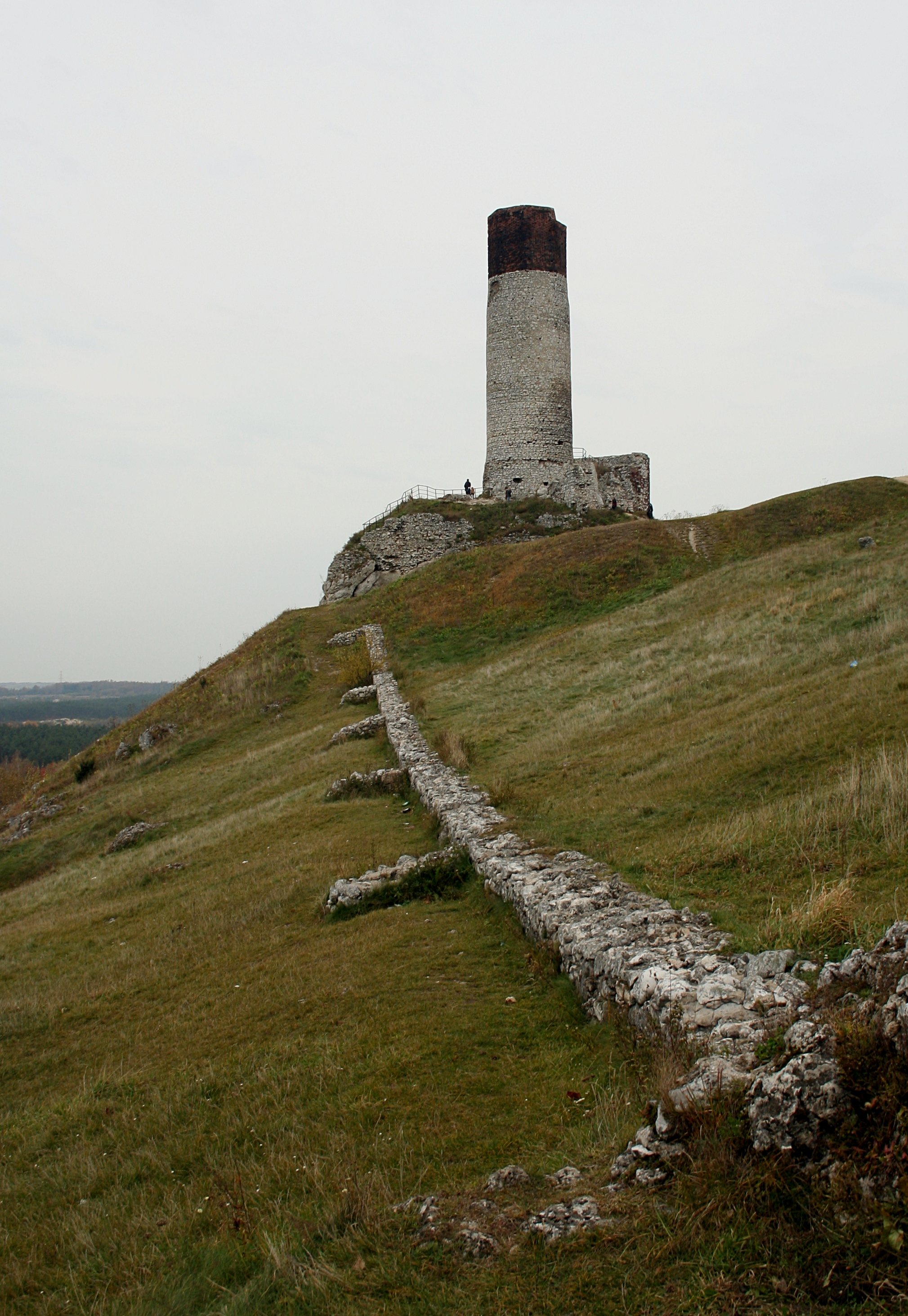
Pozostałości murów zamkowych
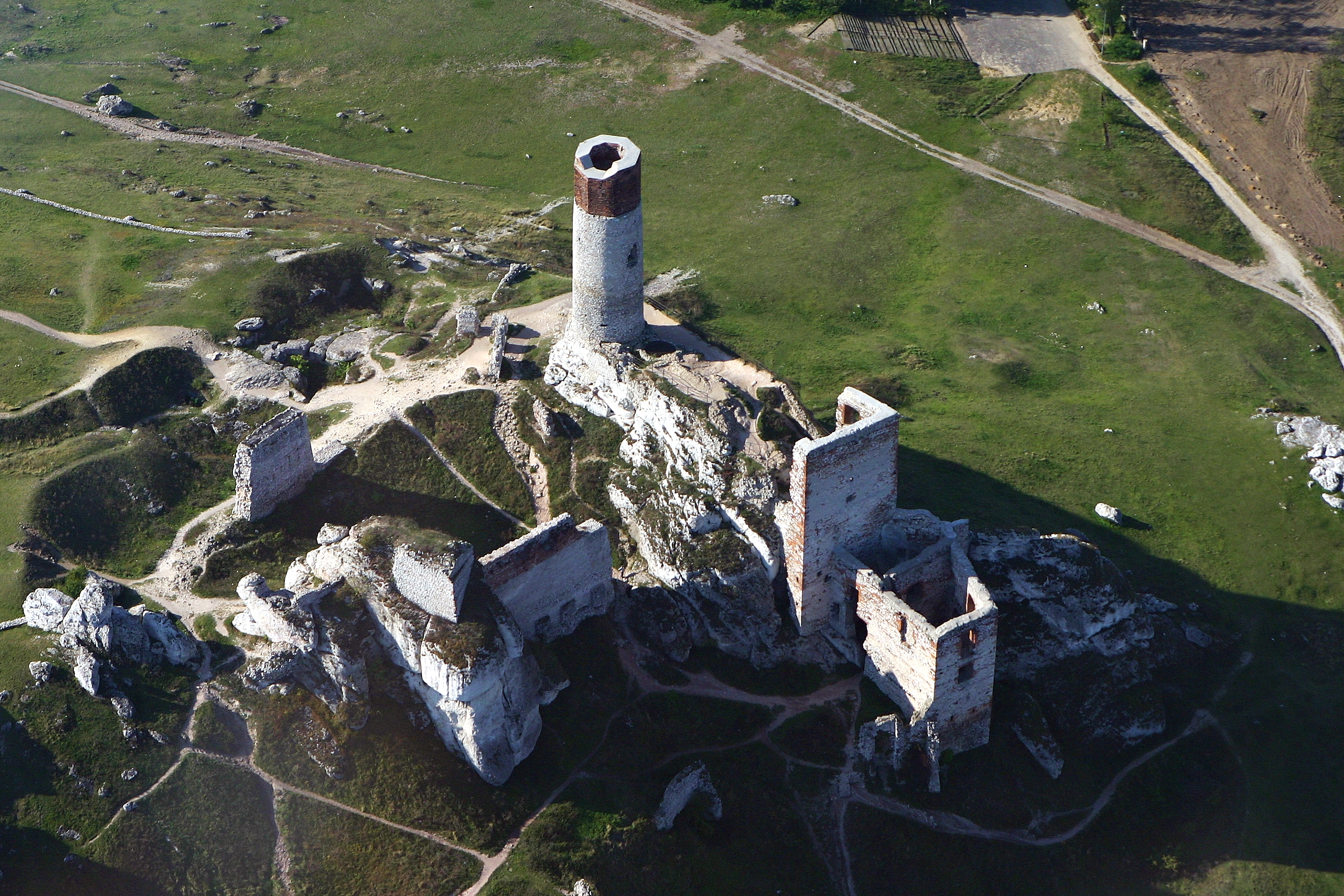
Ruiny z lotu ptaka
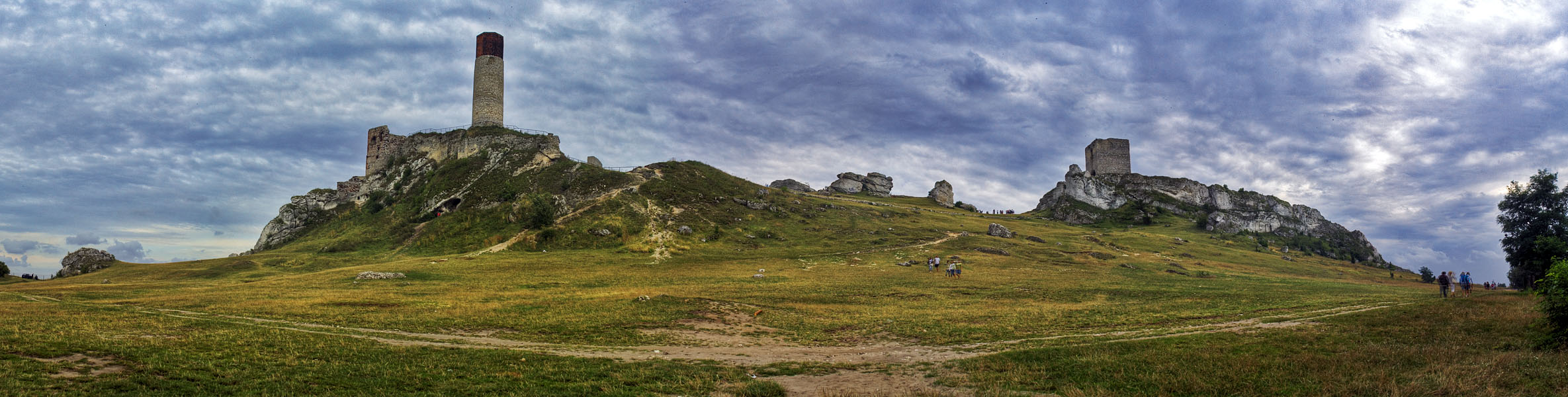
Panorama zamku w Olsztynie
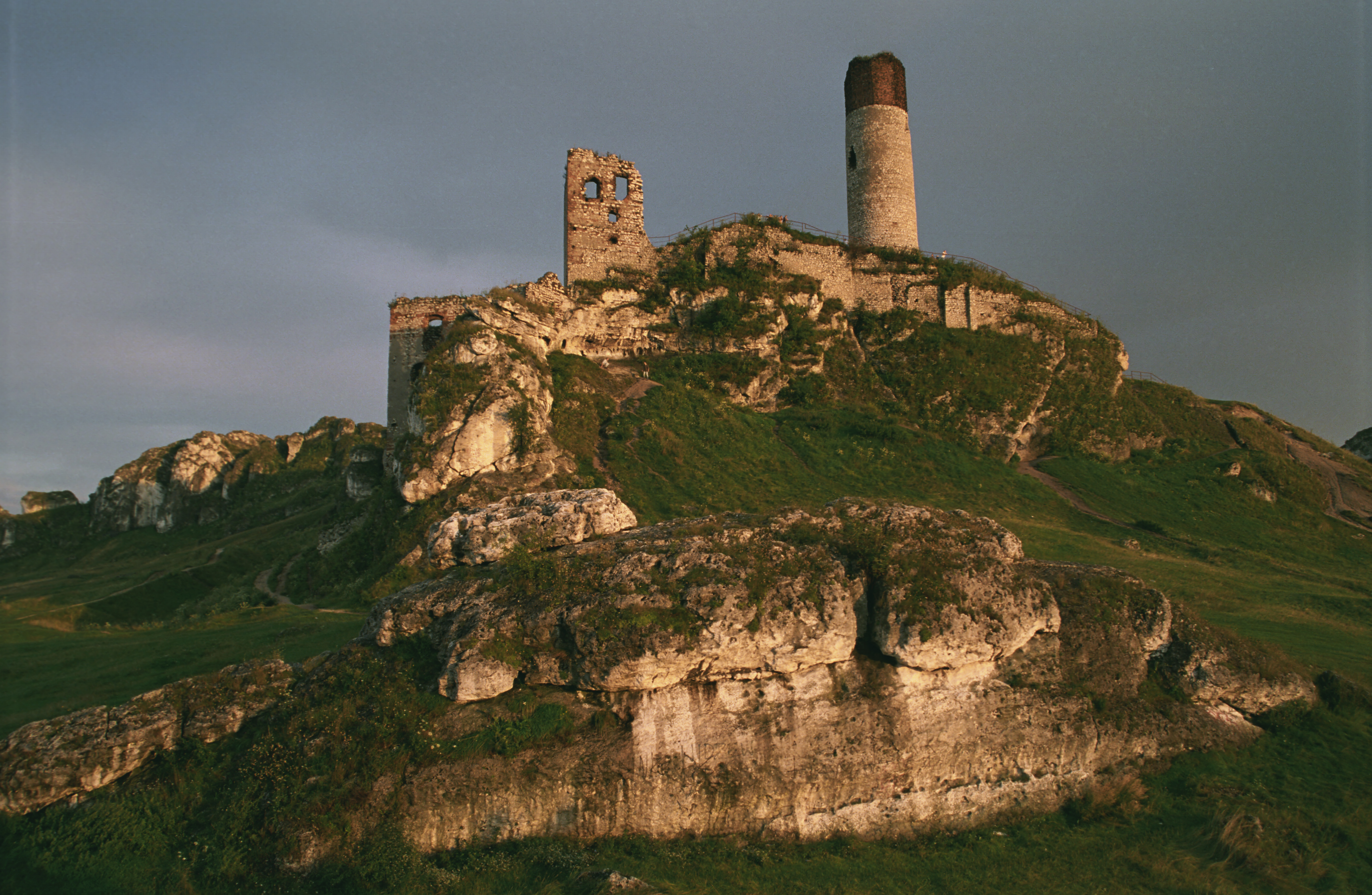